# Panamerykański Puchar w Chodzie Sportowym 2011
15. Panamerykański Puchar w Chodzie Sportowym 2011 – zawody lekkoatletyczne, które odbyły się 26 i 27 marca maja w kolumbijskim Envigado.

## Rezultaty

### Mężczyźni
| Konkurencja:                       | Złoto                                                      | Wynik     | Srebro                                                        | Wynik   | Brąz                                                             | Wynik   |
| Chód na 10 km juniorów             | Éider Arévalo                                              | 40:40 NJR | José Montaña                                                  | 41:51   | Jesús Tadeo Vega                                                 | 42:29   |
| Chód na 10 km juniorów (Drużynowo) | Kolumbia · Éider Arévalo · José Montaña                    | 3 pkt.    | Meksyk · Jesús Tadeo Vega · Cristian Gómez                    | 7 pkt.  | Ekwador · Brian Pintado · Óscar Villavicencio                    | 17 pkt. |
| Chód na 20 km                      | Luis Fernando López                                        | 1:25:04   | Erick Barrondo                                                | 1:25:56 | Giovanni Torres                                                  | 1:26:18 |
| Chód na 20 km (Drużynowo)          | Meksyk · Giovanni Torres · Diego Flores · Isaac Palma      | 12 pkt.   | Stany Zjednoczone · John Nunn · Patrick Stroupe · Dan Seriani | 39 pkt. | Ekwador · Mauricio Arteaga · José Antonio Fernández · José Rubio | 41 pkt. |
| Chód na 50 km                      | Cristian Berdeja                                           | 3:59:14   | Fredy Hernández                                               | 3:59:40 | Rolando Saquipay                                                 | 4:01:20 |
| Chód na 50 km (Drużynowo)          | Kolumbia · Fredy Hernández · Néstor Rueda · Rodrigo Moreno | 11 pkt.   | Meksyk · Cristian Berdeja · José Ventura · Jose Luis Solis    | 15 pkt. |                                                                  |         |

### Kobiety
| Konkurencja:                       | Złoto                                                         | Wynik     | Srebro                                                      | Wynik   | Brąz                                                  | Wynik   |
| Chód na 10 km juniorek             | Yanelli Caballero                                             | 47:23 AJR | Kimberley García                                            | 49:13   | Yuli Capcha                                           | 49:34   |
| Chód na 10 km juniorek (Drużynowo) | Peru · Kimberley García · Yuli Capcha                         | 5 pkt.    | Meksyk · Yanelli Caballero · Sandra Nevarez                 | 7 pkt.  | Boliwia · Wendy Cornejo · Angela Castro               | 12 pkt. |
| Chód na 20 km                      | Jamy Franco                                                   | 1:36:04   | Annabel Orjuela                                             | 1:36:12 | Ingrid Hernández                                      | 1:37:18 |
| Chód na 20 km (Drużynowo)          | Kolumbia · Annabel Orjuela · Ingrid Hernández · Sandra Galvis | 10 pkt.   | Meksyk · Guadalupe Sánchez · Monica Equihua · Rosalia Ortiz | 24 pkt. | Ekwador · Paola Pérez · Janeth Guamán · Yadira Guamán | 36 pkt. |